# Cases Bach i Morlà
Les cases Bach i Morlà són un conjunt d'edificis als carrers de Sant Pau i Junta de Comerç del Raval de Barcelona, dels quals els núms. 28 i 26 d'aquest darrer estan catalogats com a bé elements d'interès (categoria C), si bé la denominació «Cases Ramon Bach i Murlà» és atribuïda per error als núms. 18-20.

## Història

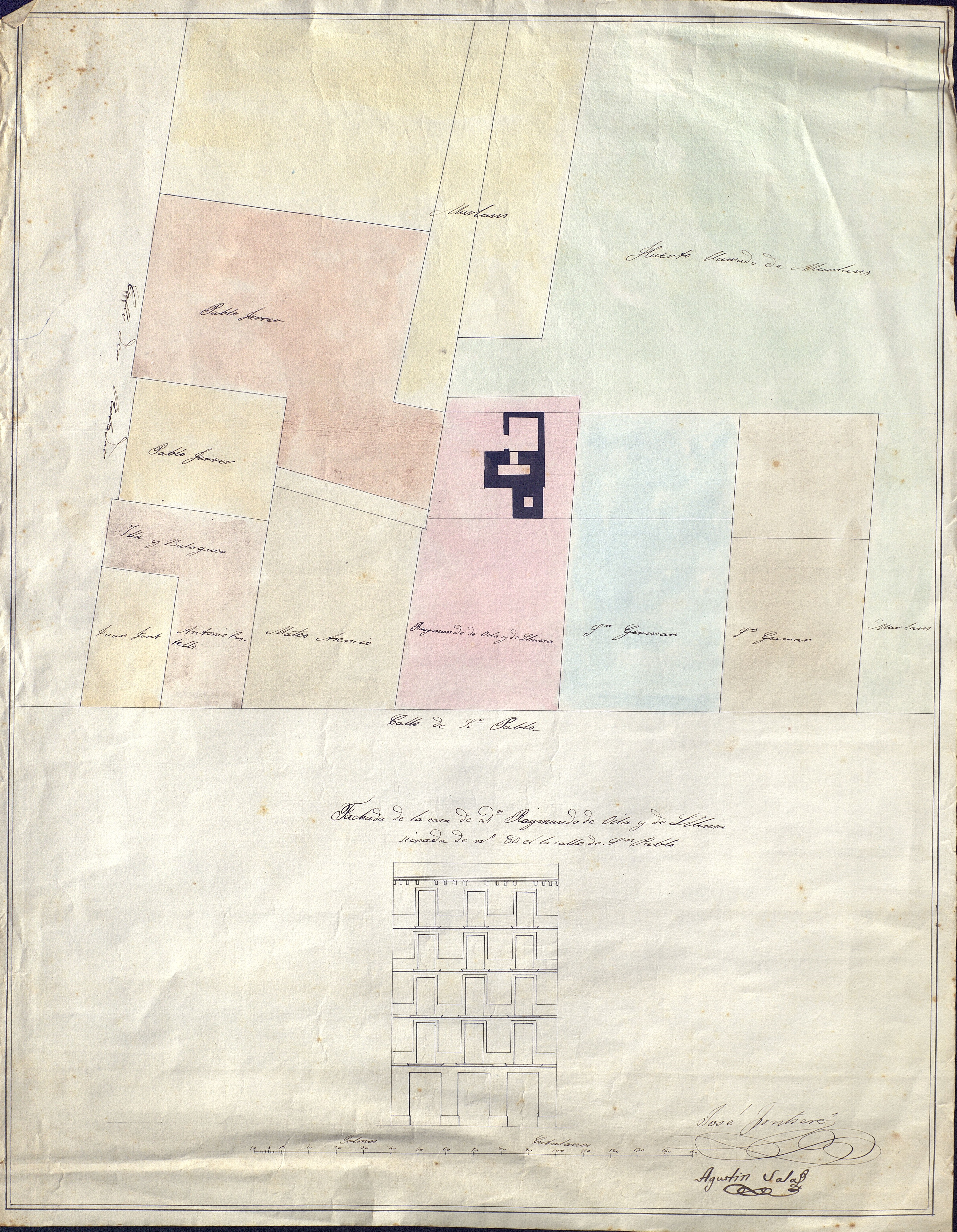
Plànol parcel·lari on es veu l'Hort d'en Morlà

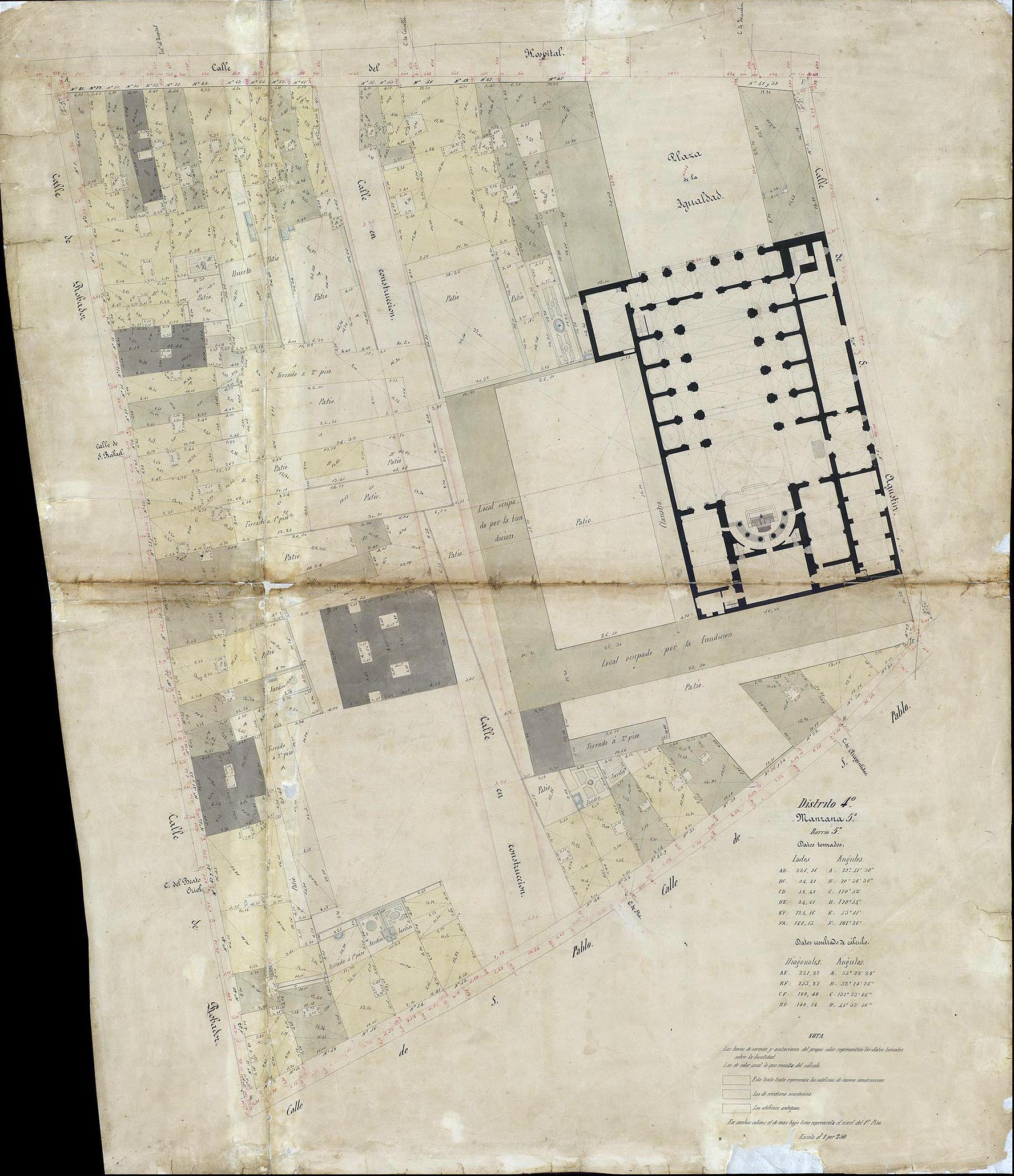
Quarteró núm. 96 de Garriga i Roca (c. 1860)

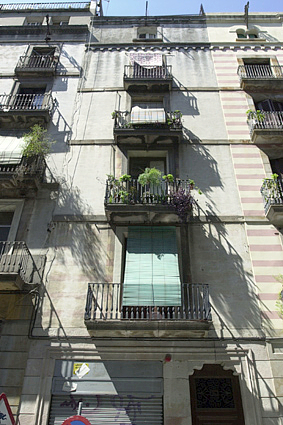
Casa Jaume Bach i Morlà. Junta de Comerç, 28

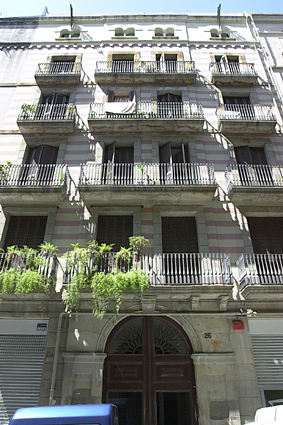
Casa Ramon Bach i Morlà. Junta de Comerç, 26

En aquest indret hi havia l'Hort d'en Morlà, propietat de Josep Morlà i Baqué (†1849), que hi tenia uns safaretjos públics i on es celebraven festes i balls amb envelat, entre els quals sobresortia el del Carme (16 de juliol). El 1857, el seu nebot i hereu Jaume Bach i Morlà  (†1870) va adquirir als Sangerman les cases núms. 52 i 54 (antics 81 i 82) del carrer de Sant Pau, i va cedir la meitat indivisa de l'hort al seu germà petit Ramon Bach i Morlà (†1881). A principis del 1861, Jaume Bach va demanar permís per a construir un nou edifici de planta baixa i quatre pisos al carrer de Sant Pau, segons el projecte del mestre d'obres Felip Ubach, que el 1862 es va encarregar dels edificis núm. 28 i núm. 26 del nou carrer de Mendizàbal, propietat respectivament de Jaume i Ramon.
El 1862, Jaume Bach va llogar el local dels baixos i un dels pisos del carrer de Sant Pau al fabricant de gèneres de punt Felip Alomar i Arnau, que hi va establir el magatzem i despatx de Felip Alomar i germans: «San Pablo, 54. Fábrica de géneros de punto de los Sres. Alomar hermanos. Camisetas, pantalones, medias, calcetines, mitones, guantes, gorros, calzoncillos, etc., de punto de seda, de lana, de estambre, de hilo, de algodon. Especialidad en el punto inglés para camisetas, pantalones, medias. Elasticidad y buena clase. En 1.º de junio se reparten notas de precios por clases.», traslladada posteriorment al carrer del Carme, 30-32. A mitjans del segle xx, hi havia la manufactura de camiseria Confeccions Carrera SA.
Jaume Bach estava casat amb Maria Bobés i Canals (†1901), amb qui va tenir dos fills: Ramon i Anna Bach i Bobés (†1925). Aquesta es casà amb Francesc Simon i Font (1843-1923), amb qui va tenir sis fills: Francesc (†1888), Anna, Santiago, Magdalena, Maria Mercè i Maria del Carme. El 1878, Simon va fer construir una residència d'estiueig a Gràcia, la Torre Simon, primera obra de Domènech i Montaner. El 1879, aquest va projectar la seu de l'editorial Montaner i Simon, de la que Simon n'era copropietari i el seu cunyat Ramon Bach n'arribaria a ser accionista i gerent. Aquest darrer va establir la seva residència a la casa Francesc Simon, situada al passeig de Gràcia, i el 1926, va demanar a l'Ajuntament canviar la ploma d'aigua de Montcada que abastia els edificis del carrer de Sant Pau, 52-54 i de Mendizàbal, 28, traspassant-la al seu nom i al dels seus nebots Simó i Bach.
Ramon Bach estava casat amb Francesca Escofet i Maymí (†1907), amb qui va tenir quatre fills: Pere, Josep, Ramon i Esteve, que el 1920 van demanar a l'Ajuntament canviar la ploma d'aigua de Montcada que abastia l'edifici del núm. 26 pel sistema d'aforament, traspassant-lo al seu nom. A principis de la dècada del 1990, l'edifici va ser rehabilitat per l'empresa mixta Promoció de Ciutat Vella SA (PROCIVESA), i actualment forma part del parc gestionat per l'Institut Municipal de l'Habitatge i Rehabilitació de Barcelona (antic Patronat Municipal de l'Habitatge). L'any 2021, aquest organisme va licitar les obres de demolició d'un petit habitatge situat al terrat i la restauració de la miranda, incloent-hi la balustrada del coronament, probablement fabricada a l'establiment d'Antoni Tarrés.
El 1899, els germans Ramon (†1936) i Pere Bach i Escofet (†1948) van constituir la societat Ramon Bach i Germà, que tenia una filatura de cotó a Cal Ganeta (Vilanova i la Geltrú). Gairebé a la mateixa època, van adquirir la fàbrica del Roig, a Ripoll, on s'estarien fins al 1917, aproximadament, quan van comprar la colònia tèxtil d'Els Comdals a Manresa. El 1928, l'empresa es convertí en la societat anònima Filatures Bach. El 1915, els germans Bach van adquirir la finca de Ca n'Estrada a Sant Esteve de Sesrovires, on van construir un celler-mansió i una cava de 95 metres per a produir-hi xampany. El 1936, Ramon Bach va ser assassinat per les patrulles de control i el seu germà Pere va vendre la finca el 1942.
Per la seva banda, el metge Josep Bach i Escofet (1854-1950) es va casar amb Pia Batlló i Batlló (†1936) i es van establir en un nou edifici a la cantonada de la Rambla de Catalunya i la Gran Via de les Corts Catalanes. El seu germà Esteve també era metge i exercia al carrer de Sant Antoni de Gràcia.

## Descripció
L'edifici del carrer de Sant Pau, 52-54 té baixos comercials i quatre pisos, amb una distribució tripartita de la façana. Les obertures dels baixos són d'arc de mig punt amb reixes de ferro forjat, i la del portal d'entrada té la data 1861.
Els edificis del carrer de Junta de Comerç, 26 i 28 tenen baixos comercials i magatzem a l'interior d'illa, quatre pisos i golfes. Aquestes darreres tenen finestres bífores d'inspiració romànica i estan separades de la resta per un fris amb arcuacions de mig punt, una aplicació del Rundbogenstil alemany, introduït a Barcelona per Elies Rogent. Mentre que el núm. 28 té la data 1863 a la reixa sobre la porta d'entrada, el del núm. 26 té a l'interior del vestíbul un portal d'arc escarser sobre capitells corintis, amb un medalló que porta les inicials rbm i la data 1863.